# 2021年池州火灾
30°39′15″N 117°28′57″E / 30.654065°N 117.482514°E
2021年池州火灾，又名安徽池州“4·6”重大火灾事故，是指2021年4月6日8时52分发生在中国安徽省池州市铜锣湾商场的一场重大火灾。火灾原因系楼内拆除扶梯时，火花点燃垃圾并引发火灾。火灾共造成4人死亡（其中2人系抢救无效死亡），二人受伤。
事故发生后，贵池成立消防整治铁拳办，对安全隐患进行整治。